# Шателен, Мария Михайловна
Мари́я Миха́йловна Шателе́н (в ряде документов — Шателен-Айхингер; 1/14 июля 1895, Мухровани, Тифлисская губерния, Российская империя — 23 февраля 1977, Ленинград, СССР) — Заслуженный работник культуры РСФСР (1973), внучка драматурга А. Н. Островского. Посвятила жизнь созданию и развитию музея-заповедника «Щелыково». Участница Первой мировой, советско-финляндской и Великой Отечественной войн.

## Биография

### Ранние годы и образование
Родилась 1 (14) июля 1895 года в селе Мухровани близ Тифлиса в семье инженера-электротехника Михаила Андреевича Шателена и Марии Александровны Шателен (урождённой Островской), старшей дочери драматурга А. Н. Островского.
В 1911 году окончила частную женскую гимназию Л. С. Таганцевой в Санкт-Петербурге, получив звание «домашней учительницы». Осенью 1912 года поступила на юридический факультет Сорбонны в Париже, однако после смерти матери в 1913 году вернулась в Россию и перевелась на юридический факультет Высших женских (Бестужевских) курсов.

### Военная служба и карьера
Участница Первой мировой войны. В 19-летнем возрасте, прервав обучение, окончила курсы сестёр милосердия при Женском медицинском институте и вместе с отцом отправилась на Северо-Западный фронт.
После демобилизации в 1917 году работала в Петроградской продовольственной управе. С 1922 года — сотрудница Международного электротехнического комитета и секретарь редакции журнала «Электричество». Позднее работала в ленинградском отделении Главэнерго, а в 1930-е годы — экономистом и стандартизатором на предприятиях электропромышленности.
В 1940 году добровольно вступила в ряды РККА и в качестве медсестры участвовала в советско-финляндской войне.
В первые дни Великой Отечественной войны вступила в народное ополчение. Служила старшим военфельдшером в полевых госпиталях 17-й и 34-й армий, принимала участие в Курской битве и освобождении Белоруссии и Восточной Европы. 5 января 1945 года была награждена орденом Красной Звезды. Окончила войну в Австрии в звании старший лейтенант медицинской службы. Демобилизовалась только по достижении предельного для службы возраста.

### Послевоенная деятельность
После войны работала в Библиотеке Академии наук СССР. В 1954 году, в возрасте 59 лет, с отличием окончила заочное отделение Ленинградского библиотечного института. Последним местом работы перед выходом на пенсию в 1960 году была научная библиотека Института зоологии АН СССР.
Владела французским, немецким, английским языками, пассивно — шведским, итальянским, испанским, голландским и румынским.

## Вклад в сохранение наследия А.Н. Островского
Главной деятельностью Марии Шателен стало сохранение наследия её деда и развитие музея-заповедника «Щелыково».
В 1923 году она приняла участие в заседании Малого Совнаркома, на котором добилась передачи усадьбы в ведение Наркомпроса для организации музея. В 1924 году Главнаука выдала ей удостоверение, уполномочивающее «заведовать ус. Щелыково, быв. А.Н. Островского».
После выхода на пенсию Шателен активно включилась в работу по восстановлению и мемориализации заповедника. Она составила полное описание усадьбы по состоянию на 1900 год, которое легло в основу научной реконструкции. Передала в фонды музея многочисленные семейные реликвии, документы и фотографии. Во многом благодаря её усилиям была воссоздана обстановка мемориального дома.
В конце 1960-х годов Шателен предотвратила строительство железной дороги вблизи усадьбы, которая по проекту должна была пройти недалеко от погоста Никола-Бережки с захоронениями семьи Островских. Для этого она направила телеграмму напрямую Председателю Президиума Верховного Совета СССР Л. И. Брежневу.
Многие годы М. М. Шателен проводила летние месяцы в Щелыкове, где консультировала сотрудников музея, читала лекции, проводила экскурсии и занималась описанием фондов. С 1963 года и до конца жизни была заместителем председателя Общественного совета музея при Президиуме ВТО.

## Семья
- Дед по материнской линии — Островский, Александр Николаевич (1823—1886), драматург.
- Отец — Шателен, Михаил Андреевич (1866—1957), электротехник, член-корреспондент АН СССР, Герой Социалистического Труда.
- Мать — Мария Александровна Шателен (урождённая Островская; 1867—1913), выпускница Сорбонны, художница, автор проекта «Голубого дома» в Щелыкове[2].
- Первый супруг — Михаил Владимирович Малышев, студент Политехнического института[1].
  - Дети — дочь Мария (род. 1918) и сын Владимир (род. 1920)[1].
- Второй супруг — Иосиф Францевич Айхингер, германский специалист, работавший в СССР. В 1930 году был лишён гражданства Германии и эмигрировал в США[2].

## Награды
- Орден Красной Звезды (05.01.1945)[2]
- Медали СССР
- Заслуженный работник культуры РСФСР (1973)

## Память
Согласно завещанию, похоронена на погосте у Никольской церкви в селе Бережки (территория музея-заповедника «Щелыково»), в семейном некрополе Островских.